# David Cushman
David Cushman (15 novembre 1939 - 14 août 2000) est un chimiste américain qui co-invente le captopril, le premier des inhibiteurs de l'ECA utilisé dans le traitement des maladies cardiovasculaires. Avec Miguel A. Ondetti, il remporte le prix Lasker en 1999 .

## Biographie
Il est né à Indianapolis, Indiana. Il est le fils de Wayne B. et Mildred M. et marié à Linda L. Kranch. Ils ont deux enfants ensemble nommés Michael et Laura Cushman. Au lycée, il n'a aucune motivation ni raison de réussir sur le plan scolaire, jusqu'à ce qu'il trouve un cours qu'il aime grâce à l'enseignant. Il va au Wabash College à Crawfordsville, Indiana, où il se spécialise en zoologie et mineur en chimie. Son attitude tenace lui donne le coup de pouce pour obtenir magna cum laude. Il est un étudiant de première génération dans sa famille et grandit dans la pauvreté. Il déclare également que grandir dans la pauvreté est ce qui l'a poussé à s'améliorer, déclarant «être pauvre est un grand stimulant pour vouloir réaliser quelque chose».
Après avoir obtenu son doctorat en 1966 de l'Université de l'Illinois, il rejoint le Squibb Institute for Medical Research. Ses recherches et celles du Dr Ondetti commencent avec la vipère brésilienne, l'un des serpents les plus meurtriers au monde. Quelque chose dans le venin inhibe l'enzyme de conversion de l'angiotensine (ACE), qui aide à réguler la pression artérielle . Au début, l'idée de ce médicament est controversée et beaucoup pensent que le médicament serait inefficace. Malgré cela, Cushman et Ondetti poursuivent leurs recherches .